# Ђампилијери (Месина)
Ђампилијери је насеље у Италији у округу Месина, региону Сицилија.
Према процени из 2011. у насељу је живело 918 становника. Насеље се налази на надморској висини од 89 м.